# Isuzu
Isuzu Motors Ltd. (いすゞ自動車株式会社 Isuzu Jidōsha Kabushiki-Kaisha) eller Isuzu er en japansk producent af kommercielle køretøjer. De har hovedkontor i Tokyo og fabrikker i Kawasaki, Fujisawa, Tochigi og på Hokkaido. Isuzu er kendt for deres lastbiler, busser, varevogne og dieselmotorer.